# La Flèche
La Flèche es una comuna francesa, situada en el departamento de Sarthe y en la región de País del Loira.

## Geografía
La Flèche está situada a orillas del río Loir. La Flèche también está situada sobre el meridiano de Greenwich.

## Comunas limítrofes
- Bazouges-sur-le-Loir
- Bousse
- Clermont-Créans
- Cré
- Crosmières
- Mareil-sur-Loir
- Villaines-sous-Malicorne

## Historia
En 1603, Enrique IV fundó el Real Colegio de La Flèche cuya dirección se confió a los Jesuitas. En este colegio estudia el celebérrimo filósofo francés René Descartes, donde recibe formación aristotélica y escolástica. Los jesuitas fueron expulsados en 1762 y el colegio pasó a ser una escuela de cadetes en 1764, preparatoria para la Escuela Militar de París. En 1808, Napoleón instaló allí el Pritaneo Militar, una de las academias militares más prestigiosas de Francia.
En 1866, la comuna de Sainte-Colombe se integra en La Flèche. En 1964, La Flèche absorbe a las comunas de Saint-Germain-du-Val y de Verron.

## Demografía
| 4 897 | 5 099 | 5 098 | 5 387 | 7 009 | 6 440 | 6 831 | 7 048 | 7 147 | 7 077 | 9 292 | 9 341 | 9 405 | 9 424 | 9 841 | 10 249 | 10 477 | 10 519 | 10 663 | 10 830 | 9 522 | 9 842 | 10 115 | 10 101 | 11 293 | 11 275 | 11 092 | 13 768 | 14 516 | 14 752 | 14 953 | 15 241 | 15 258 |
| Para los censos de 1962 a 1999 la población legal corresponde a la población sin duplicidades (Fuente: INSEE [Consultar]) |       |       |       |       |       |       |       |       |       |       |       |       |       |       |        |        |        |        |        |       |       |        |        |        |        |        |        |        |        |        |        |        |

## Celebridades
- Jean Picard o «Abad Picard»: astrónomo y clérigo francés
- Lázaro de Baïf: diplomático, abad, poeta y humanista
- Jérôme Le Royer, sieur de La Dauversière: instigador de la salida de los colonos para fundar una ciudad en la isla de Montreal, Ville Marie, luego convertida en Montreal
- Léo Delibes: compositor, autor de Lakmé y Coppélia
- René Descartes: alumno del Collège Royal
- Joseph Gallieni: General de la Primera Guerra Mundial, cuya formación primera tuvo lugar en el Pritaneo Nacional Militar de la localidad.
- Paul Gauthier: teólogo y humanista
- Enrique IV de Francia: sus padres, Juana de Albret y Antonio de Borbón pudieron concebirlo en La Flèche, en el castillo de su abuela, Françoise d'Alençon
- Marie Pape-Carpantier: organizadora de las primeras escuelas infantiles
- Alain Pellegrini: general de división
- Marqués de Turbilly: agrónomo
- Guillaume Fouquet de La Varenne: oficial y amigo de Enrique IV
- Anne-Marie Chassaigne, llamada Liane de Pougy: bailarina y cortesana de la Belle Époque.

## Monumentos y lugares turísticos
- Capilla de Notre Dame des Vertus: edificada en época galorromana, lleva el nombre de Saint Ouen, en el siglo XIV, y toma el de Saint Barthélémy en el siglo XVII. Los Jesuitas lo restauraron (1644–1674). De esa época data su actual nombre de Notre Dame des Vertus. Su portada es románica, de finales del siglo XI, con un porche del XVII; también destacan la puerta del «guerrero musulmán» (1470), sus artesonados murales del siglo XVI, el techo decorado (1644) y la cátedra del siglo XVII.
- Pritaneo Nacional Militar: institución creada por el rey Enrique IV de Francia en 1603 en una importante mansión familiar propiedad de su abuela, la duquesa de Alençon y que alberga hoy entre sus paredes uno de los seis liceos militares de Francia. Este monumento está situado en un marco de arquitectura clásica y se presenta bajo la forma de tres grandes patios sucesivos dominados por la Iglesia de Saint-Louis (1607). Las obras siguieron los planos de Louis Métezeau con patios alineados, de un tamaño aproximado. Obra maestra del padre Étienne Martellange, los trabajos acabaron en 1653 con la construcción de la puerta de honor, con el busto de Enrique IV sobre el frontón.
- El zoo de La Flèche.

## Hermanamiento
- Huelma, España[7]